# Llinatge Besora
Llinatge Besora. Llinatge nobiliari de l'alta Edat Mitjana sorgit d'una branca del Vescomtat de Barcelona, que foren per al comtat de Besalú castlans i senyors del Castell de Besora, de Torelló, de Manlleu i d'Orís, del qual deriven els llinatges Santmartí i Orís.
El primer senyor de Besora- conegut és Ermemir de Besora, primer senyor de Besora i casat amb Ingilberga, amb qui va tenir com a fills Oliba de Besora, bisbe d'Elna (1009-1013), Gombau de Besora, segon senyor de Besora, i Ingilberga de Besora, darrera abadessa benedictína del monestir de Sant Joan de les Abadesses. En morir Gombau de Besora la herència va passar a Gombau II de Besora, fill de Mir Geribert d'Olèrdola i Guisla de Besora, filla de Gombau I. La línia s'extingí al segle XIV, i l’herència recaigué en els Descatllar, que foren creats marquesos de Besora.